# Индијски ријечни делфин
Индијски ријечни делфин (лат. Platanista gangetica) је врста ријечних делфина која живи у двама одвојеним ријечним системима на југу Азије. Живе у воденом систему ријека Ганг и Инд. Раније се популација која живи у Инду сматрала засебном врстом.

## Особине
Индијски ријечни делфини имају дугу и мало према горе савијену њушку. Дуги су између 2 и 3 метра, при чему су женке у просјеку нешто веће од мужјака. Леђна пераја им је малена и неупадљива. Према тим обиљежјима подсјећа на амазонског делфина, иако између њих постоји само врло далека сродност.
Боја тијела им је тамносива, с тим што им је доња страна мало свјетлија од горње. У очима немају сочива, јер су им закржљала. Отуда потиче и назив, који се за њих понекад користи: слијепи ријечни делфин. Преосталим видом и даље може разликовати нивое свјетлости. Међутим, оријентисање и улов му зависе прије свега од чула ехо лоцирања. Живот у блатњавој води с врло слабом видљивости у којој и најбољи вид није од велике користи, довео је до кржљања чула вида.

## Распрострањеност
Двије подврсте Индијског ријечног делфина живе у двама одвојеним ријечним системима. Један, делфин из Ганга, настањује систем Ганг—Брамапутра на сјевероистоку Индије и у Бангладешу. Друга подврста, Индски делфин, живи у средњем дијелу тока ријеке Инд у централном дијелу Пакистана. Он је вјероватно раније имао значајно веће подручје на којем је живио обухватајући бројне притоке Инда.

## Начин живота
Делфини из Ганга су по правилу самотњаци. Младунци долазе на свијет почетком сушне сезоне. Рађа се само једно младо дуго око 70 центиметара и мајка га доји око годину дана. Хране се рибама и бескичмењацима које делфини лове у муљевитом дну ријеке.

## Таксономија
Делфини из Ганга и делфини из Инда су се првобитно сматрали једном врстом. Током 1970-их се учврстило мишљење да су то ипак двије одвојене врсте. У тој подјели, делфин из Инда добио је назив Platanista Indi. Међутим, 1998. Дејл В. Рајс је објавио рад који је у међувремену општеприхваћен и у којем је дошао до закључка да нема довољно значајних морфолошких разлика између тих делфина које би оправдавале њихово раздвајање. Поново их је ујединио у једну врсту и назвао делфина из Инда Platanista gangetica minor, као подврсту делфина из Ганга, названог Platanista gangetica gangetica.
Индијски ријечни делфин представља самосталну породицу из реда китова зубана. С другим ријечним делфинима повезује их исти животни простор као и морфолошке сличности до којих је дошло највјероватније конвергентном еволуцијом. Наиме, не постоје блиске сродности између њих и амазонског делфина, кинеског ријечног делфина и Ла плата делфина.

## Угроженост
Обје подврсте су под великим утицајем човјекове експлоатације ријечних система Ганга и Инда. Индијски ријечни делфин се може запетљати у рибарске мреже, што зна значајно да утиче на локалне популације. Још увијек има случајева лова на ове делфине у циљу коришћења њиховог уља и меса као креме за кожу, афродизијака или мамца за лов на сомове. Наводњавање је снизило ниво воде у оба ријечна система гдје ова врста живи. Загађење вода индустријским и пољопривредним хемикалијама такође је утицало на смањење броја јединки. Можда највећи проблем за њихово преживљавање представља више од 50 брана изграђених дуж ријеке, што доводи до раздвајања популације и сужавања генског фонда. Тренутно постоје 3 под-популације индијског ријечног делфина које се могу сматрати способним за преживљавање на дугом року, ако се правилно заштите.
Обје подврсте су означене као угрожене у Црвеној листи ИУЦН-а.